# Armstrong Siddeley 15 hp
Der Armstrong Siddeley 15 hp ist ein Pkw, den der britische Hersteller Armstrong Siddeley von 1927 bis 1934 baute.

## 15 hp
Der 15 hp war Ende der 1920er-Jahre das mittlere Modell des Herstellers. Er hatte, anders als seine Vorgänger, einen seitengesteuerten Sechszylinder-Reihenmotor mit einem Hubraum von 1900 cm³ (Bohrung × Hub = 63,5 mm × 101,1 mm). Die Leistung ist nicht bekannt.
Wie alle Vorkriegsmodelle von Armstrong Siddeley hatte auch der 15 hp zwei Starrachsen. Wie beim 4/14 hp hingen beide Achsen an halbelliptischen Längsblattfedern. Es gab Tourenwagen und Limousinen auf zwei unterschiedlich langen Fahrgestellen.

## 15 hp Mark II
Bereits 1928 erschien der 15 hp Mark II. Der Wagen war etwas größer als sein Vorgänger geworden.
Auch der Motor war etwas gewachsen: Der Hub war um 5 mm größer. Somit betrug der Hubraum 1928 cm³.
Wiederum gab es Fahrgestelle mit zwei unterschiedlichen Radständen. Neben dem Tourenwagen und der Limousine wurde auch ein Roadster angeboten.
Von beiden Modellen zusammen wurden 7206 Exemplare gebaut. 1934 löste der 17 hp Short / Standard den 15 hp ab.